# Kantons van Ecuador

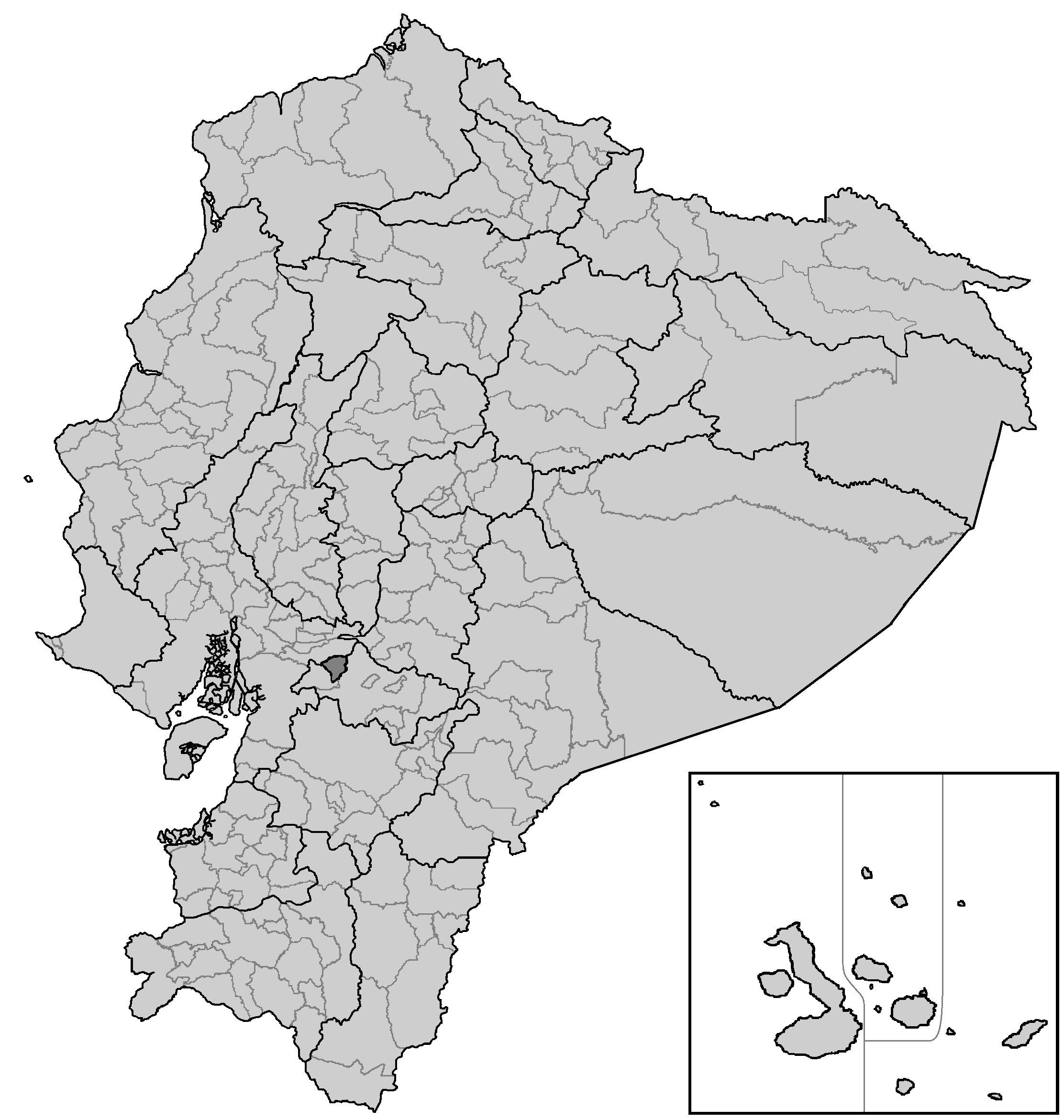
Kantons van Ecuador

De provincies van Ecuador zijn verdeeld in 221 kantons. De kantons zijn onderverdeeld in parroquias (parochie's).

## Azuay

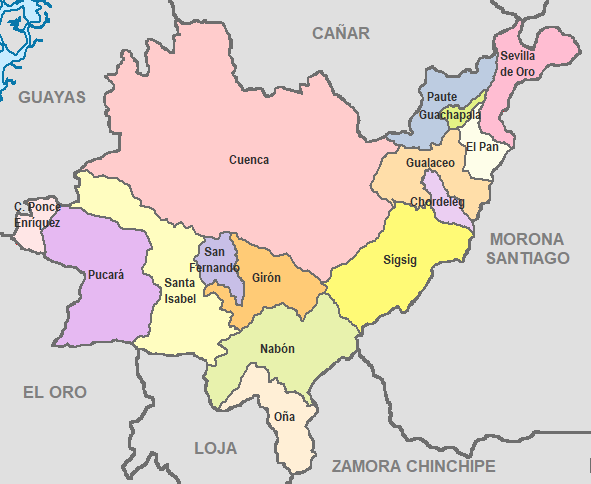
Kantons van Azuay

De provincie Azuay bestaat uit vijftien kantons.
- Camilo Ponce Enríquez
- Chordeleg
- Cuenca
- El Pan
- Girón
- Guachapala
- Gualaceo
- Nabón
- Oña
- Paute
- Pucará
- San Fernando
- Santa Isabel
- Sevilla de Oro
- Sigsig

## Bolívar

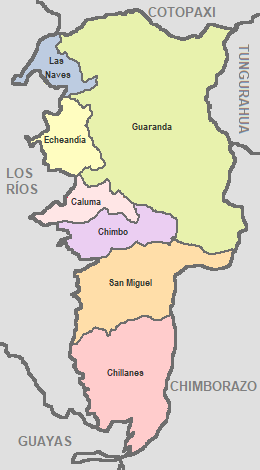
Kantons van Bolívar

De provincie Bolívar bestaat uit zeven kantons.
- Caluma
- Chillanes
- Chimbo
- Echeandía
- Guaranda
- Las Naves
- San Miguel

## Cañar

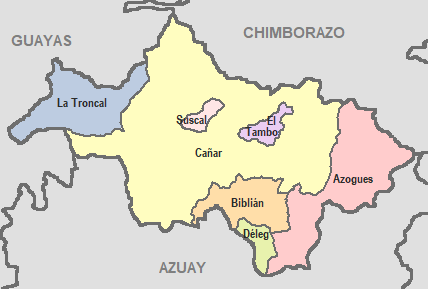
Kantons van Cañar

De provincie Cañar bestaat uit zeven kantons.
- Azogues
- Biblián
- Cañar
- Déleg
- El Tambo
- La Troncal
- Suscal

## Carchi

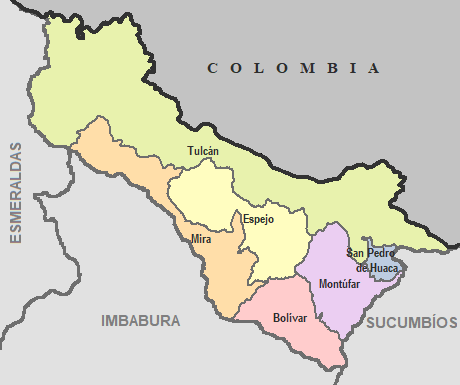
Kantons van Carchi

De provincie Carchi bestaat uit zes kantons.
- Bolívar
- Espejo
- Mira
- Montúfar
- San Pedro de Huaca
- Tulcán

## Chimborazo

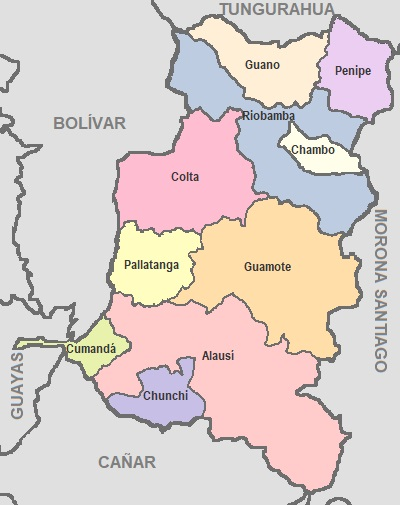
Kantons van Chimborazo

De provincie Chimborazo bestaat uit tien kantons.
- Alausí
- Chambo
- Chunchi
- Colta
- Cumandá
- Guamote
- Guano
- Pallatanga
- Penipe
- Riobamba

## Cotopaxi

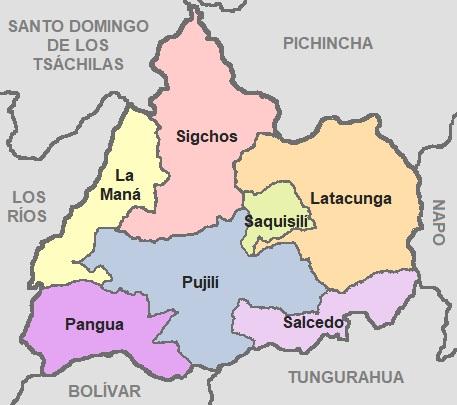
Kantons van Cotopaxi

De provincie Cotopaxi bestaat uit zeven kantons.
- La Maná
- Latacunga
- Pangua
- Pujilí
- Salcedo
- Saquisilí
- Sigchos

## El Oro

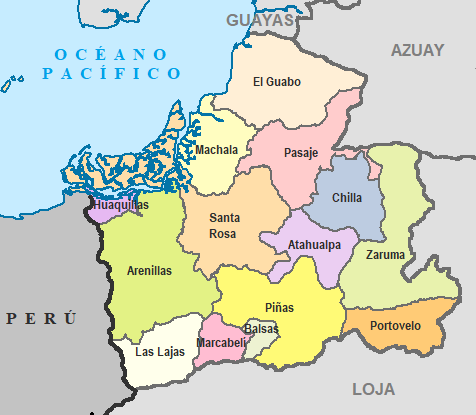
Kantons van El Oro

De provincie El Oro bestaat uit veertien kantons.
- Arenillas
- Atahualpa
- Balsas
- Chilla
- El Guabo
- Huaquillas
- Las Lajas
- Machala
- Marcabelí
- Pasaje
- Piñas
- Portovelo
- Santa Rosa
- Zaruma

## Esmeraldas

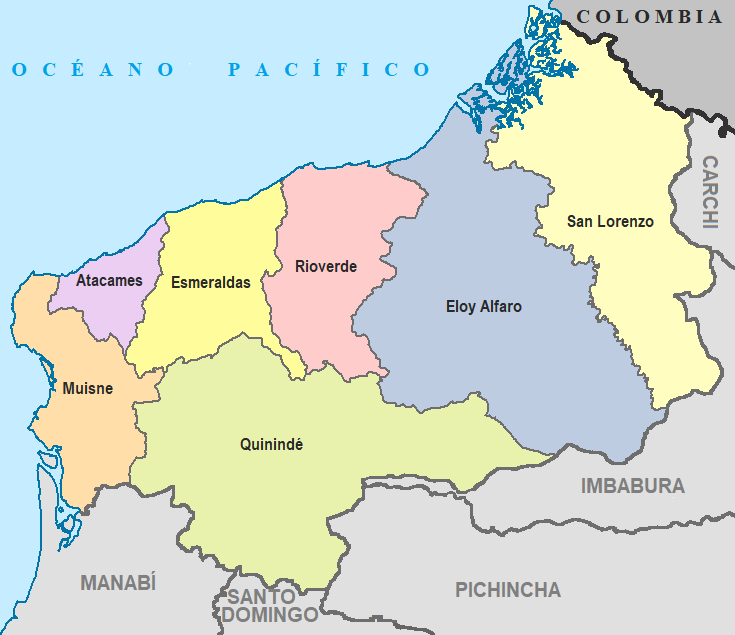
Kantons van Esmeraldas

De provincie Esmeraldas bestaat uit acht kantons.
- Atacames
- Eloy Alfaro
- Esmeraldas
- La Concordia
- Muisne
- Quinindé
- Rioverde
- San Lorenzo

## Galápagos

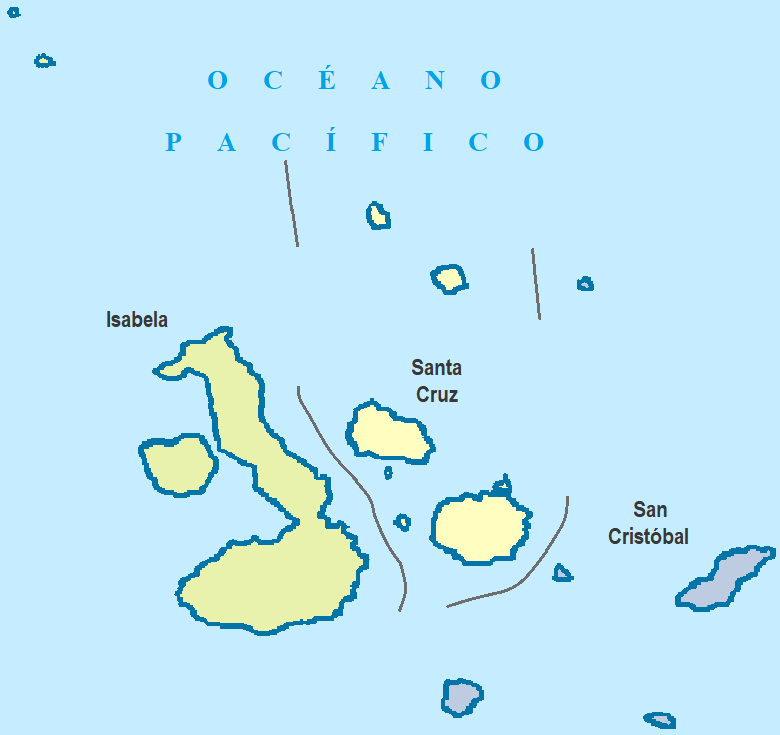
Kantons van Galápagos

De provincie Galápagos bestaat uit drie kantons.
- Isabela
- San Cristóbal
- Santa Cruz

## Guayas

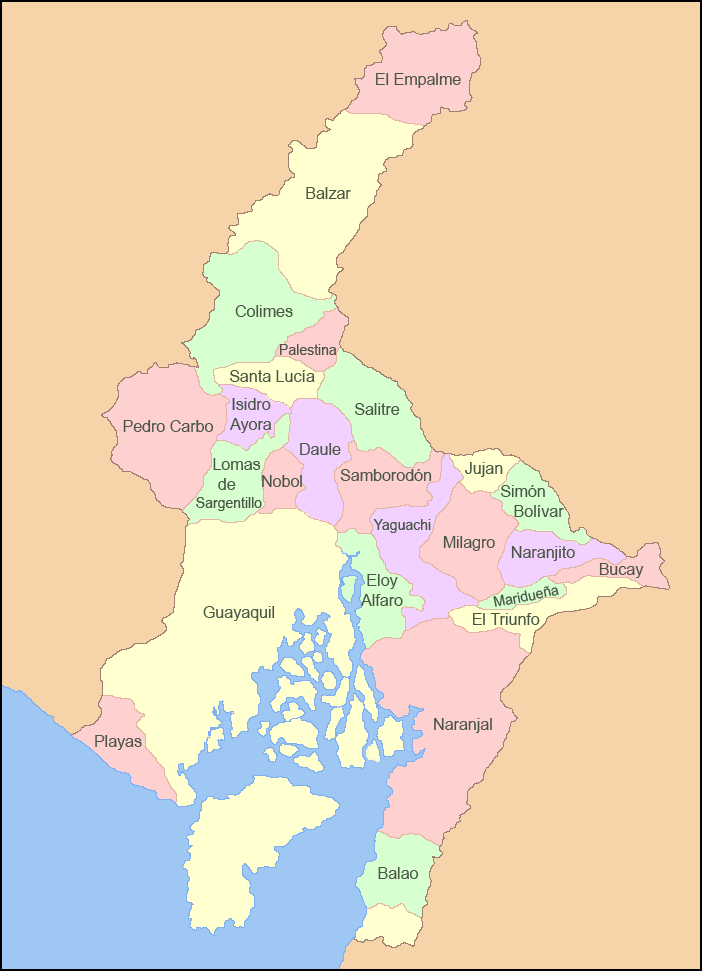
Kantons van Guayas

De provincie Guayas bestaat uit 25 kantons.
- Alfredo Baqueriz Moreno
- Balao
- Balzar
- Colimes
- Coronel Marcelino Maridueña
- Daule
- Durán
- El Empalme
- El Triunfo
- General Antonio Elizalde
- Guayaquil
- Isidro Ayora
- Lomas de Sargentillo
- Milagro
- Naranjal
- Naranjito
- Nobol
- Palestina
- Pedro Carbo
- Playas
- Salitre
- Samborondón
- San Jacinto de Yaguachi
- Santa Lucía
- Simón Bolívar

## Imbabura

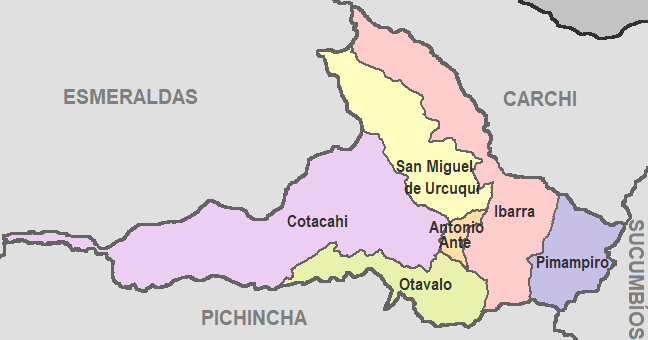
Kantons van Imbabura

De provincie Imbabura bestaat uit zes kantons.
- Antonio Ante
- Cotacachi
- Ibarra
- Otavalo
- Pimampiro
- San Miguel de Urcuquí

## Loja

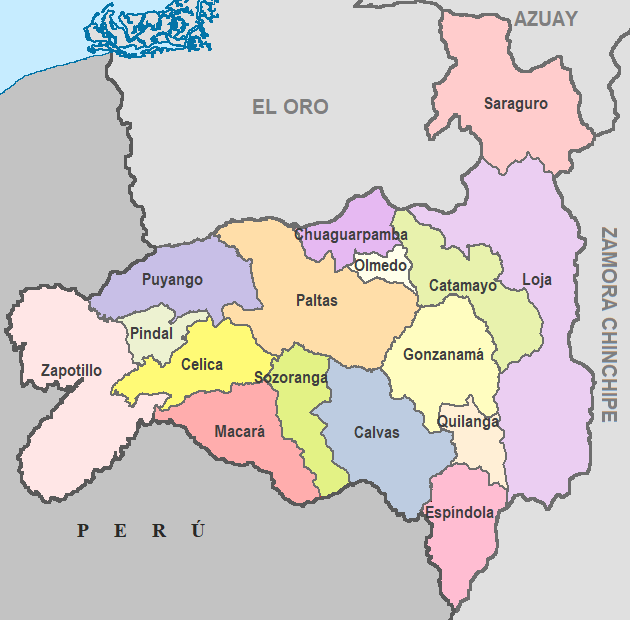
Kantons van Loja

De provincie Loja bestaat uit zestien kantons.
- Calvas
- Catamayo Canton
- Celica
- Chaguarpamba
- Espíndola
- Gonzanamá
- Loja
- Macará
- Olmedo
- Paltas
- Pindal
- Puyango
- Quilanga
- Saraguro
- Sozoranga
- Zapotillo

## Los Ríos

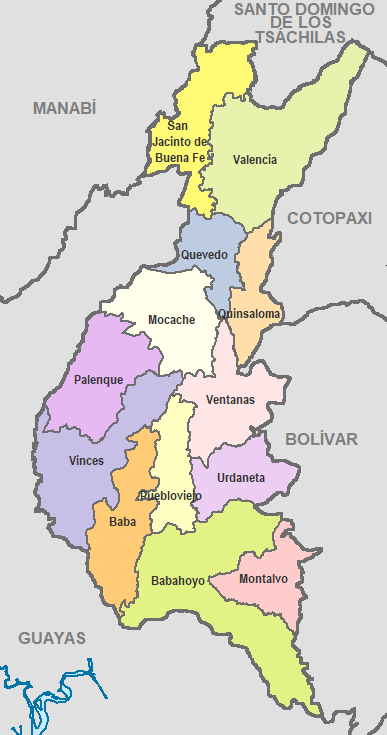
Kantons van Los Ríos

De provincie Los Ríos bestaat uit dertien kantons.
- Baba
- Babahoyo
- Buena Fé
- Mocache
- Montalvo
- Palenque
- Puebloviejo
- Quevedo
- Quinsaloma
- Urdaneta
- Valencia
- Ventanas
- Vinces

## Manabí

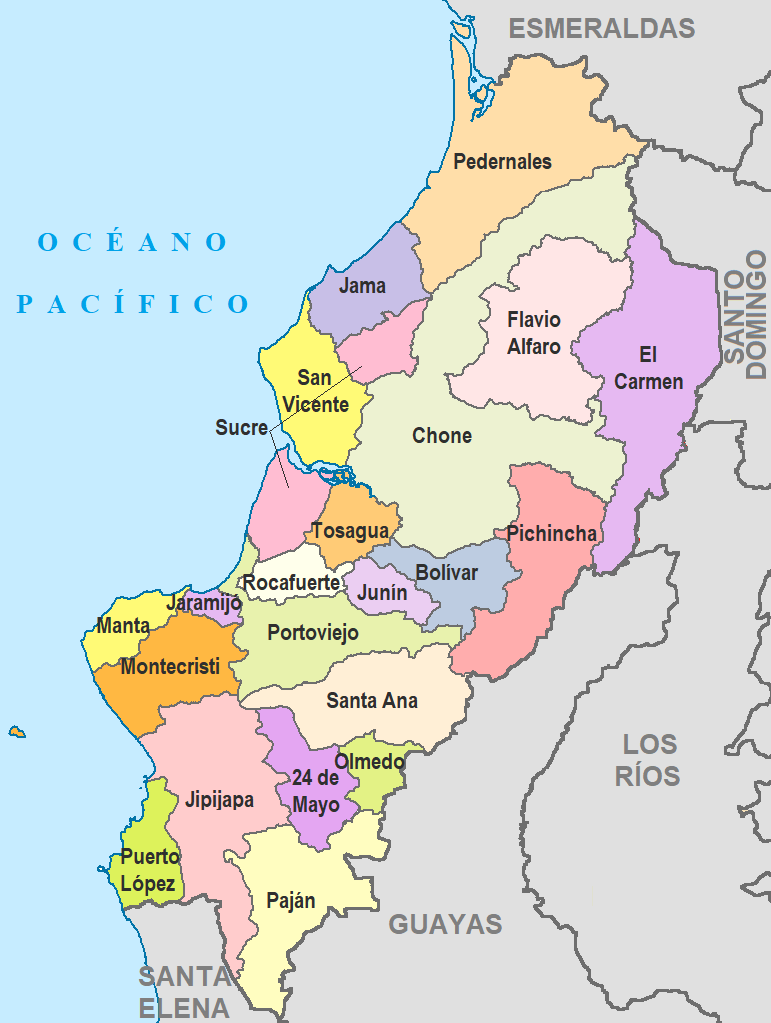
Kantons van Manabí

De provincie Manabí bestaat uit 22 kantons.
- Bolívar
- Chone
- El Carmen
- Flavio Alfaro
- Jipijapa
- Jama
- Jaramijó
- Junín
- Manta
- Montecristi
- Olmedo
- Paján
- Pedernales
- Pichincha
- Portoviejo
- Puerto López
- Rocafuerte
- San Vicente
- Santa Ana
- Sucre
- Tosagua
- 24 de Mayo

## Morona-Santiago

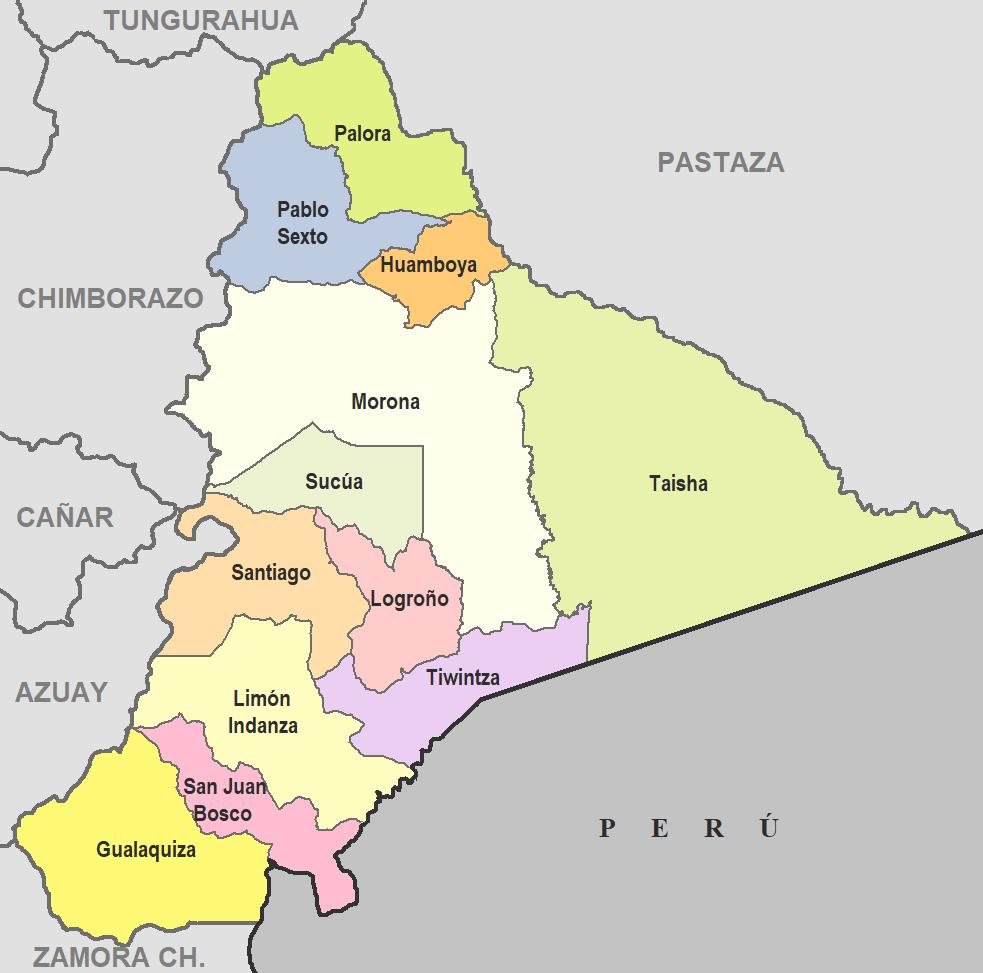
Kantons van Morona-Santiago

De provincie Morona-Santiago bestaat uit twaalf kantons.
- Gualaquiza
- Huamboya
- Limón Indanza
- Logroño
- Morona
- Pablo Sexto
- Palora
- San Juan Bosco
- Santiago
- Sucúa
- Taisha
- Tiwintza

## Napo

Kantons van Napo

De provincie Napo bestaat uit vijf kantons.
- Archidona
- Carlos Julio Arosemena Tola
- El Chaco
- Quijos
- Tena

## Orellana

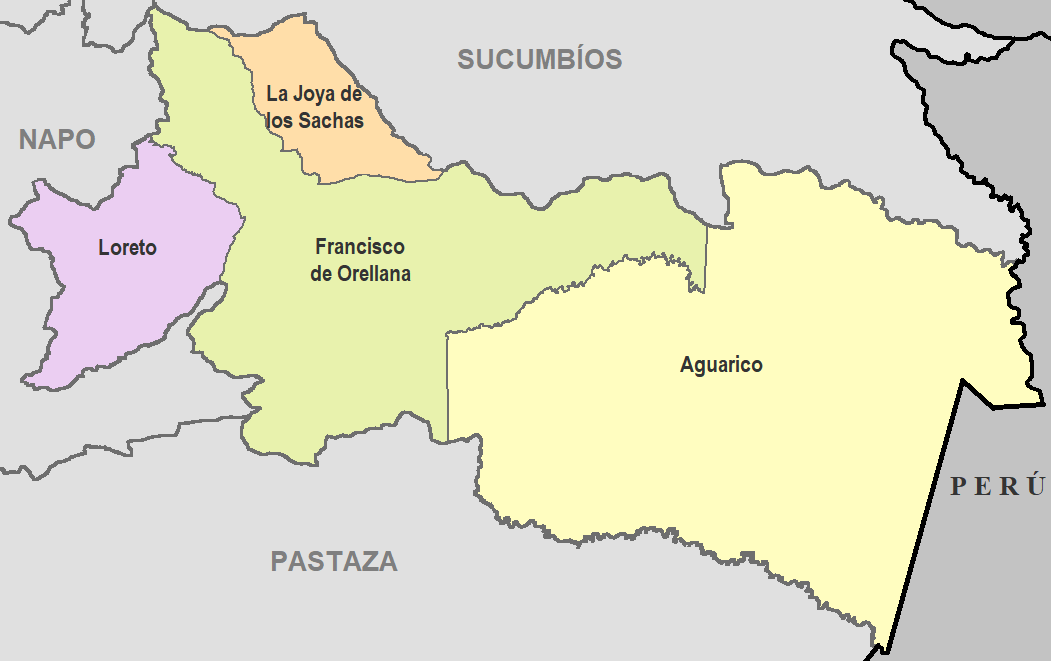
Kantons van Orellana

De provincie Orellana bestaat uit vier kantons.
- Aguarico
- La Joya de los Sachas
- Loreto
- Orellana

## Pastaza

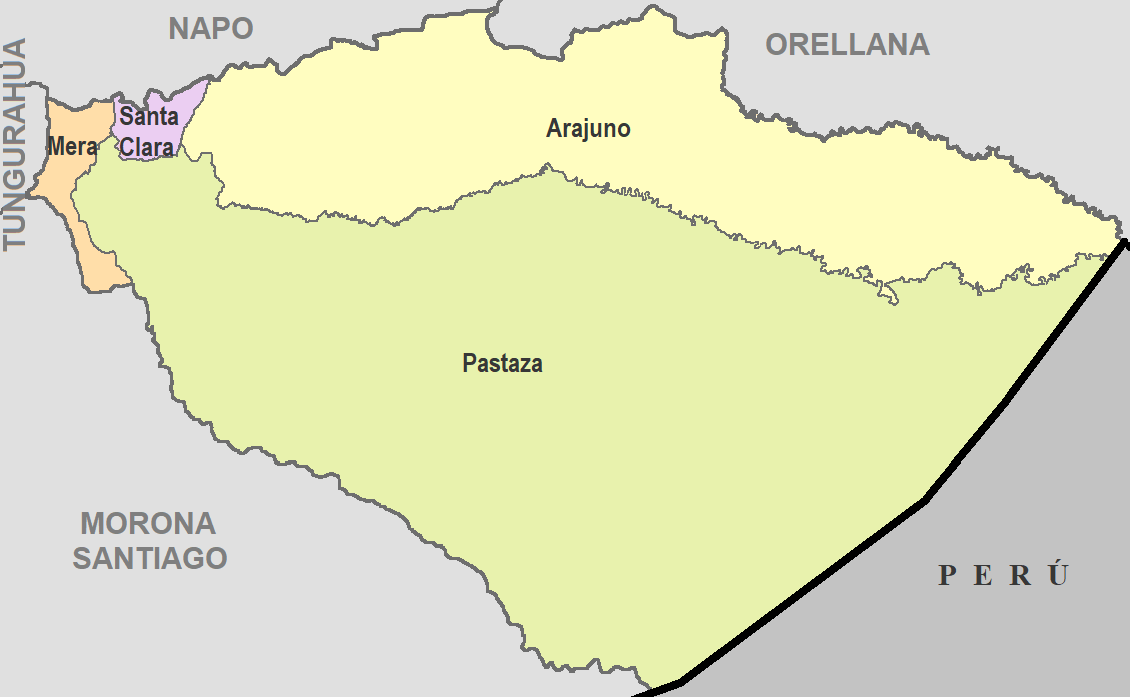
Kantons van Pastaza

De provincie Pastaza bestaat uit vier kantons.
- Arajuno
- Mera
- Pastaza
- Santa Clara

## Pichincha

Kantons van Pichincha

De provincie Pichincha bestaat uit acht kantons.
- Cayambe
- Mejía
- Pedro Moncayo
- Pedro Vicente Maldonado
- Puerto Quito
- Quito
- Rumiñahui
- San Miguel de los Bancos

## Santa Elena

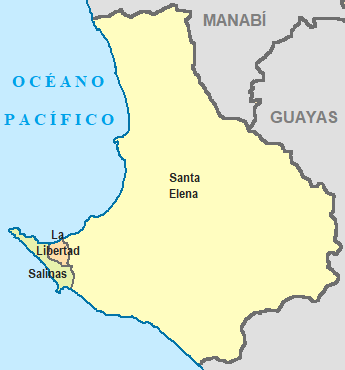
Kantons van Santa Elena

De provincie Santa Elena bestaat uit drie kantons.
- La Libertad
- Salinas
- Santa Elena

## Santo Domingo de los Tsáchilas
De provincie Santo Domingo de los Tsáchilas bestaat uit een kanton.
- Santo Domingo

## Sucumbíos

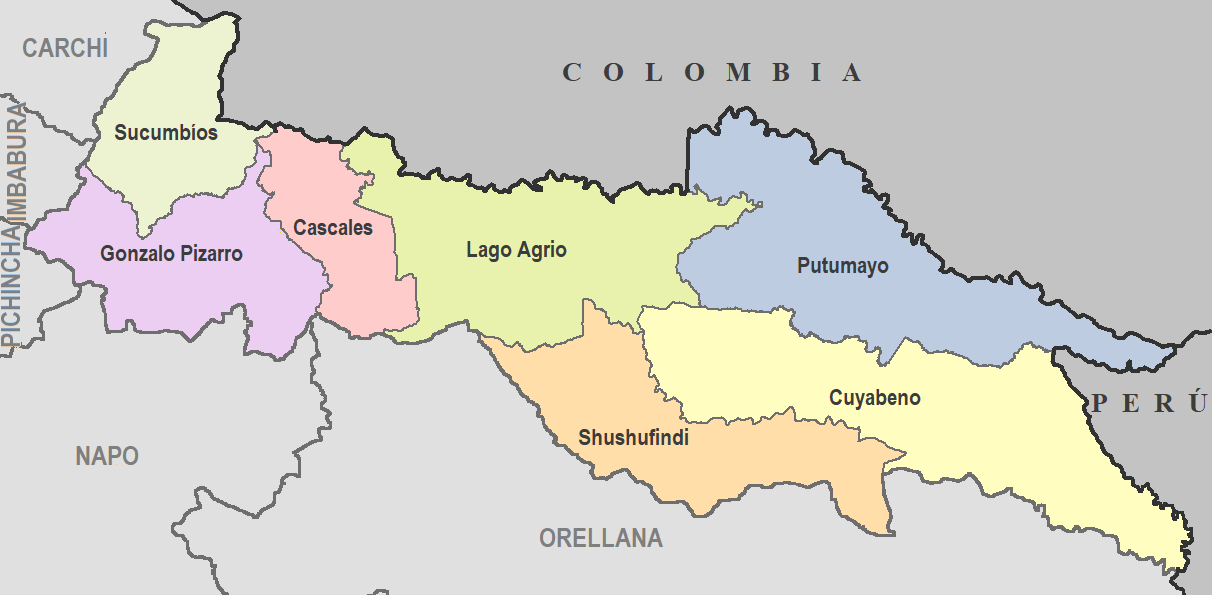
Kantons van Sucumbíos

De provincie Sucumbíos bestaat uit zeven kantons.
- Cascales
- Cuyabeno
- Gonzalo Pizarro
- Lago Agrio
- Putumayo
- Shushufindi
- Sucumbios

## Tungurahua

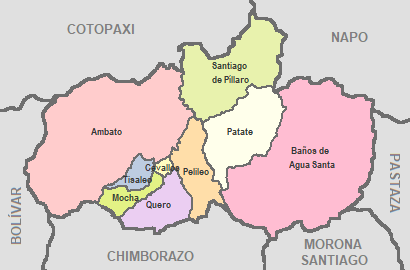
Kantons van Tungurahua

De provincie Tungurahua bestaat uit negen kantons.
- Ambato
- Baños de Agua Santa
- Cevallos
- Mocha
- Patate
- San Pedro de Pelileo
- Santiago de Píllaro
- Quero
- Tisaleo

## Zamora-Chinchipe

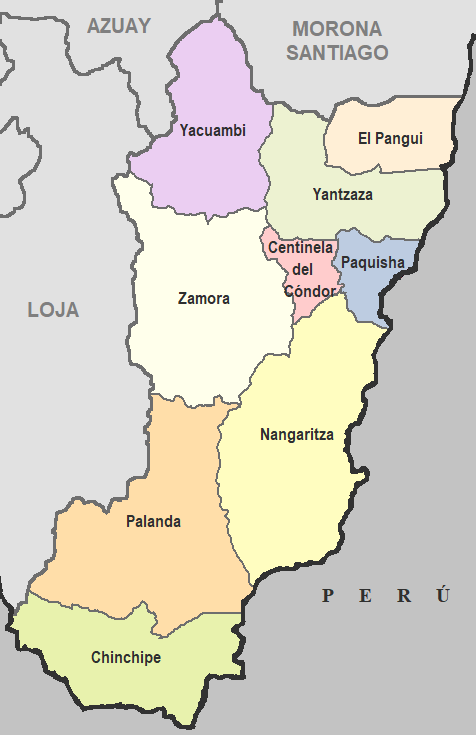
Kantons van Zamora-Chinchipe

De provincie Zamora-Chinchipe bestaat uit negen kantons.
- Centinela del Cóndor
- Chinchipe
- El Pangui
- Nangaritza
- Palanda
- Paquisha
- Yacuambi
- Yantzaza
- Zamora